# Egeïsch bruin zandoogje
Het Egeïsch bruin zandoogje (Maniola halicarnassus) is een vlinder uit de onderfamilie Satyrinae en de familie Nymphalidae (aurelia's). De wetenschappelijke naam van de soort werd gepubliceerd in 1990 door Thomson.
De soort komt voor in Europa.
1. ↑  (en) Egeïsch bruin zandoogje op de IUCN Red List of Threatened Species.